# Voor haar (Frans Halsema)
Voor haar is een liefdeslied gezongen door de Nederlandse zanger-muzikant Frans Halsema dat voor het eerst op vinylsingle werd uitgebracht in 1977.
Oorspronkelijk is het het lied Her song van Jake Holmes, van zijn album So Close, So Very Far to Go uit 1970. De tekst van dat lied is door Michel van der Plas in het Nederlands vertaald, en de muziek is voor de Nederlandse versie opnieuw gearrangeerd door Job Maarse. De zanger wordt begeleid door een orkest onder leiding van Maarse, die ook de muziekproducent was. De tekst bezingt de grote liefde van de zanger, die geheel in hem is opgegaan: “In mijn ogen leeft ze, in mijn oren”. De zanger kan niet zonder haar leven: “En als ik oud moet worden, dan alleen met haar”.

## Achtergrond
Het nummer kwam al voor op de elpee Voor haar uit 1977. De postuum uitgebrachte cd-single verscheen in 1994, 10 jaar na Halsema's dood, tegelijk met een verzamelalbum onder dezelfde titel.
De plaat werd door dj's Tom Mulder, Ad Roland en Ferry Maat veelvuldig gedraaid op de Beste dag op 3; de befaamde TROS donderdag op Hilversum 3. Desondanks behaalde de plaat géén notering in de destijds twee landelijke hitlijsten op de nationale publieke popzender (de Nederlandse Top 40, haar bijbehorende Tipparade en de Nationale Hitparade). Ook in de op Hemelvaartsdag 27 mei 1976 gestarte Europese hitlijst op Hilversum 3, de TROS Europarade, werd géén notering behaald.
In België (Vlaanderen) behaalde de plaat géén notering in beide Vlaamse hitlijsten.
Bij de heruitgave in Nederland van het nummer op cd-single in 1994, behaalde de single géén notering in zowel de Nederlandse Top 40 op Radio 538 als de destijds nieuwe publieke hitlijst op Radio 3FM; de Mega Top 50.
Sinds de allereerste editie in december 1999 staat de plaat onafgebroken genoteerd in de jaarlijkse NPO Radio 2 Top 2000 van de Nederlandse publieke radiozender NPO Radio 2, met als hoogste notering een 36e positie in 2007.

## Covers
- Guus Meeuwis - 2002
- Claudia de Breij - 2009
- Trijntje Oosterhuis - 2017

## NPO Radio 5 Evergreen Top 1000
| Evergreen Top 1000 "Voor Haar" | Evergreen Top 1000 "Voor Haar" | Evergreen Top 1000 "Voor Haar" | Evergreen Top 1000 "Voor Haar" | Evergreen Top 1000 "Voor Haar" | Evergreen Top 1000 "Voor Haar" | Evergreen Top 1000 "Voor Haar" | Evergreen Top 1000 "Voor Haar" | Evergreen Top 1000 "Voor Haar" | Evergreen Top 1000 "Voor Haar" | Evergreen Top 1000 "Voor Haar" | Evergreen Top 1000 "Voor Haar" | Evergreen Top 1000 "Voor Haar" | Evergreen Top 1000 "Voor Haar" | Evergreen Top 1000 "Voor Haar" | Evergreen Top 1000 "Voor Haar" | Evergreen Top 1000 "Voor Haar" |
| Jaar                           | 2008                           | 2009                           | 2010                           | 2011                           | 2012                           | 2013                           | 2014                           | 2015                           | 2016                           | 2017                           | 2018                           | 2019                           | 2020                           | 2021                           | 2022                           | 2023                           |
| ------------------------------ | ------------------------------ | ------------------------------ | ------------------------------ | ------------------------------ | ------------------------------ | ------------------------------ | ------------------------------ | ------------------------------ | ------------------------------ | ------------------------------ | ------------------------------ | ------------------------------ | ------------------------------ | ------------------------------ | ------------------------------ | ------------------------------ |
| Positie                        | 5                              | 90                             | 5                              | 5                              | 5                              | 3                              | 3                              | 12                             | 5                              | 3                              | 3                              | 3                              | 4                              | 5                              | 6                              | 6                              |

## NPO Radio 2 Top 2000
| Nummer met noteringen in de NPO Radio 2 Top 2000 | '99 | '00 | '01 | '02 | '03 | '04 | '05 | '06 | '07 | '08 | '09 | '10 | '11 | '12 | '13 | '14 | '15 | '16 | '17 | '18 | '19 | '20 | '21 | '22 | '23 | '24 |
| ------------------------------------------------ | --- | --- | --- | --- | --- | --- | --- | --- | --- | --- | --- | --- | --- | --- | --- | --- | --- | --- | --- | --- | --- | --- | --- | --- | --- | --- |
| Voor haar                                        | 177 | 141 | 123 | 127 | 110 | 100 | 50  | 56  | 36  | 53  | 69  | 57  | 98  | 109 | 88  | 110 | 115 | 151 | 132 | 179 | 184 | 197 | 217 | 254 | 293 | 254 |

1. ↑  Een vetgedrukt getal geeft de hoogste notering aan.